# Сердцебиение в мозге (фильм, 1970)
Сердцебиение в мозге (англ. Heartbeat in the Brain; в титрах: Hearbeat in the Brain) — британский документальный фильм, снятый в 1970 году Амандой Файлдинг. В фильме 27-летняя Аманда проделывает дыру в своём черепе при помощи стоматологической бормашины. В документальном фильме часть сцен сопровождается кадрами с её птичкой, которую Аманда назвала Бёрди. Фильм показывался в 1978 году в Нью-Йоркской галерее Suydam. Считался долгое время утерянным, пока 28 апреля 2011 года не был показан в Лондонском институте современного искусства. На данный момент фильм утерян, остались лишь скриншоты из фильма, который были опубликованы на YouTube, но скрыты из-за авторских прав.

## Производство
Фильм снимался в Лондоне.

## Судьба
Фильм после его премьеры считался утерянным, так как на видео не выпускался и нигде не распространился. В документальном фильме 1998 года «Дыра в голове» были показаны отрывки. Ходили слухи, что во время первого показа как минимум один человек упал в обморок при просмотре.
До 2011 года оставался утраченным навсегда, пока его копия не была обнаружена в Институте современного искусства (Лондон) и показана в нём. Но несмотря на это его полная версия не появлялась в интернете, доступны только отрывки и скриншоты из фильма.